# 大嶋有香
大嶋 有香（おおしま ゆか、1993年11月27日 - ）は、日本のプロボウラー。埼玉県出身。JPBA第49期生（ライセンスNo.545）。永久A級ライセンス取得者。身長165cm。左投げ。堀越高等学校卒業。プロテスト合格時は所沢スターレーン所属であったが、その後トミコシ高島平ボウル所属を経て現在はフリー。用具契約はレジェンドスター。

## 経歴
2009年に全日本ナショナルチームユースメンバーに選出、2011年のアジアインタースクール選手権大会4人チーム戦では優勝した。2013年には全日本ナショナルチームメンバーに選出された。
2016年5月、プロテストに合格しプロ入りを果たす。7月に行われた「2016プロボウリングレディース新人戦」では優勝は逃したものの、2位の好成績を残した。
2018年12月、「第41回JLBCクイーンズオープンプリンスカップ」にて公式戦初優勝を飾った。
2023年1月、「KUWATA CUP 2022→2023」にて2勝目を挙げる。

## 人物
- プロ同期には同時にPリーグデビューを果たした小池沙紀、当時最年少でプロ入りとなった坂本かやなどがいる[6]。
- Pリーグでのキャッチフレーズは「気まぐれ☆ヴィーナス」[10]。Pリーグには第64戦でデビュー[10]。第10シーズンでは第71戦にて初勝利と初優勝を飾り[11]、さらには初のシーズンチャンピオンに輝いた[12]。

## プロ入り後の主な戦績
※10位以内の順位のみ

### 公式戦
- 通算成績 2勝
- 公認パーフェクトゲーム達成 5回

#### 2016年
- 2016プロボウリングレディース新人戦 - 2位

#### 2017年
- 2017プロボウリングレディース新人戦 - 6位
- ラウンドワンカップレディース2017 - 9位
- 第40回JLBCプリンスカップ - 3位

#### 2018年
- 2018プロボウリングレディース新人戦 - 5位
- 第41回STORMジャパンオープンボウリング選手権女子 - 7位
- 第41回JLBCプリンスカップ - 優勝（自身初タイトル）

#### 2019年
- JPBA☆SSSカップ2019女子 - 10位

#### 2020年
- 2020プロボウリングレディース新人戦 - 3位
- アパプレゼンツKINGS＆QUEENプロボウラーズトーナメント女子 - 3位
- 全卸連SSSカップ2020女子 - 4位
- 第52回全日本女子プロボウリング選手権大会 - 6位

#### 2021年
- JPBA WOMEN'S ALL☆STAR GAME 2021 8位
- 第8回グリコセブンティーンアイス杯プロアマボウリングトーナメント女子 - 2位
- アパプレゼンツKINGS＆QUEENプロボウラーズトーナメント女子 - 8位

#### 2022年
- JPBA WOMEN'S ALL☆STAR GAME 2022 - 7位
- 大岡産業レディーストーナメント2022 - 7位
- 第44回STORMジャパンオープンボウリング選手権女子 - 2位

#### 2023年
- KUWATA CUP 2022→2023女子プロ部門 - 優勝
- 第10回グリコセブンティーンアイス杯プロアマボウリングトーナメント女子 - 10位
- 第39回六甲クイーンズオープントーナメント - 10位
- 中日杯2023東海オープンボウリングトーナメント女子 - 4位
- 第55回全日本女子プロボウリング選手権大会 - 9位

#### 2024年
- アイキョーホームプレゼンツ プロボウリングレディース トーナメント 2024 - 4位

### Pリーグ
- 第71戦 - 優勝
- 第10シーズンチャンピオン決定戦 - 優勝
- 第105戦 - 3位
- シリーズ2024チャンピオン決定戦 - 優勝